# Суворов, Сергей Алексеевич
Сергей Алексеевич Суворов (род. 21 марта 1964, Шилка, Читинская область, РСФСР, СССР) — советский и российский борец греко-римского стиля, призёр чемпионатов мира, обладатель всех наград на чемпионате Европы, победитель и призёр Кубок мира, Заслуженный мастер спорта СССР. Ныне — тренер.

## Спортивная карьера
В городе Шилка было мало спортивных секций, и он в 7 классе пришёл в секцию классической борьбы, занимался под руководством Александра Васильевича Глоткина. В 1981 году окончил школу и поступил в Омск, хотел стать тренером, заодно и занимался у Юрия Александровича Крикухи, который вернул его в профессиональный спорт, с ним он и добился всех успехов в спорте.

## Спортивные результаты
- Чемпионат СССР по классической борьбе 1987 — ;
- Чемпионат Европы по борьбе 1987 — ;
- Чемпионат СССР по классической борьбе 1988 — ;
- Чемпионат Европы по борьбе 1988 — ;
- Чемпионат СССР по классической борьбе 1989 — ;
- Кубок мира по борьбе 1989 — ;
- Кубок мира по борьбе 1989 (команда) — ;
- Чемпионат Европы по борьбе 1990 — ;
- Чемпионат СССР по классической борьбе 1990 — ;
- Чемпионат Европы по борьбе 1991 — ;
- Чемпионат мира по борьбе 1991 — ;
- Чемпионат СНГ по греко-римской борьбе 1992 — ;
- Кубок мира по борьбе 1993 — ;
- Кубок мира по борьбе 1993 (команда) — ;
- Кубок мира по борьбе 1995 — ;
- Кубок мира по борьбе 1995 (команда) — ;

## Личная жизнь
В 1985 году окончил Омский государственный институт физической культуры по специальности «Физическая культура и спорт», квалификация «Преподаватель физического воспитания — тренер по классической борьбе». После института остался в Омске, где с 1987 года начал трудовую деятельность в качестве тренера.